# شركة بيت جالا لصناعة الأدوية
شركة بيت جالا لصناعة الأدوية هي شركة فلسطينية متخصصة في تصنيع وتسويق المستحضرات الدوائية، ويقع مقرها في مدينة بيت جالا بمحافظة بيت لحم جنوب الضفة الغربية. تُعد الشركة من أوائل الشركات الدوائية في فلسطين، وتغطي منتجاتها مجموعة واسعة من المجالات العلاجية، وتسعى إلى تطوير أدوية عالية الجودة تتماشى مع المعايير العالمية.

## التأسيس والتاريخ
تأسست الشركة في أوائل ثمانينيات القرن العشرين، وانطلقت من رؤية محلية تهدف إلى تعزيز الاعتماد على الإنتاج الوطني في مجال الأدوية. على مدار العقود، تمكنت من بناء سمعة قوية داخل فلسطين وخارجها، من خلال الالتزام بجودة التصنيع والتعاون مع الجامعات المحلية في تطوير المنتجات الدوائية الجديدة.

## النشاط الصناعي
تنتج الشركة مجموعة متنوعة من الأدوية تشمل المضادات الحيوية، والمسكنات، ومضادات الالتهاب، وأدوية القلب، والجهاز الهضمي، والجلد، وغير ذلك. تعتمد في تصنيعها على تقنيات حديثة ومختبرات مراقبة جودة معتمدة.

## البحث والتطوير
تولي الشركة أهمية كبيرة للبحث العلمي، حيث دخلت في شراكات مع مؤسسات أكاديمية فلسطينية مثل جامعة بيرزيت وجامعة الخليل وجامعة النجاح الوطنية، وأسهمت في تطوير أدوية مقاومة للمضادات الحيوية مخصصة لعلاج الأمراض الجلدية المستعصية.

## الشهادات والمعايير
تحمل الشركة شهادات اعتماد من هيئات فلسطينية ودولية، منها شهادة GMP (ممارسات التصنيع الجيد)، وتعمل وفق معايير الجودة ISO في جميع عمليات الإنتاج والمراقبة.

## العلاقات الأكاديمية والمجتمعية
تسهم الشركة في التدريب المهني لطلبة الصيدلة في الجامعات الفلسطينية، وتشارك بانتظام في ورش العمل والمؤتمرات المحلية، كما تقدم فرص عمل وتدريب للطلبة والخريجين الجدد في مجال الصناعات الدوائية.

## التوزيع والأسواق
تغطي منتجات الشركة السوق الفلسطينية، وتصدر إلى عدد من الدول المجاورة. كما أنها تسعى لتوسيع شبكة التوزيع إقليميًا من خلال شراكات تجارية واستثمارية مع شركات أجنبية.

## بيانات السوق المالية
تُدرج الشركة ضمن الشركات المدرجة في بورصة فلسطين تحت رمز (BJP)، ويُمكن الاطلاع على أدائها المالي عبر مواقع مختصة بالأسواق المالية مثل موقع "مباشر" و"إنفستينغ دوت كوم".

## وصلات خارجية
- الموقع الرسمي للشركة
- صفحة فيسبوك الرسمية